# Комунальне сховище

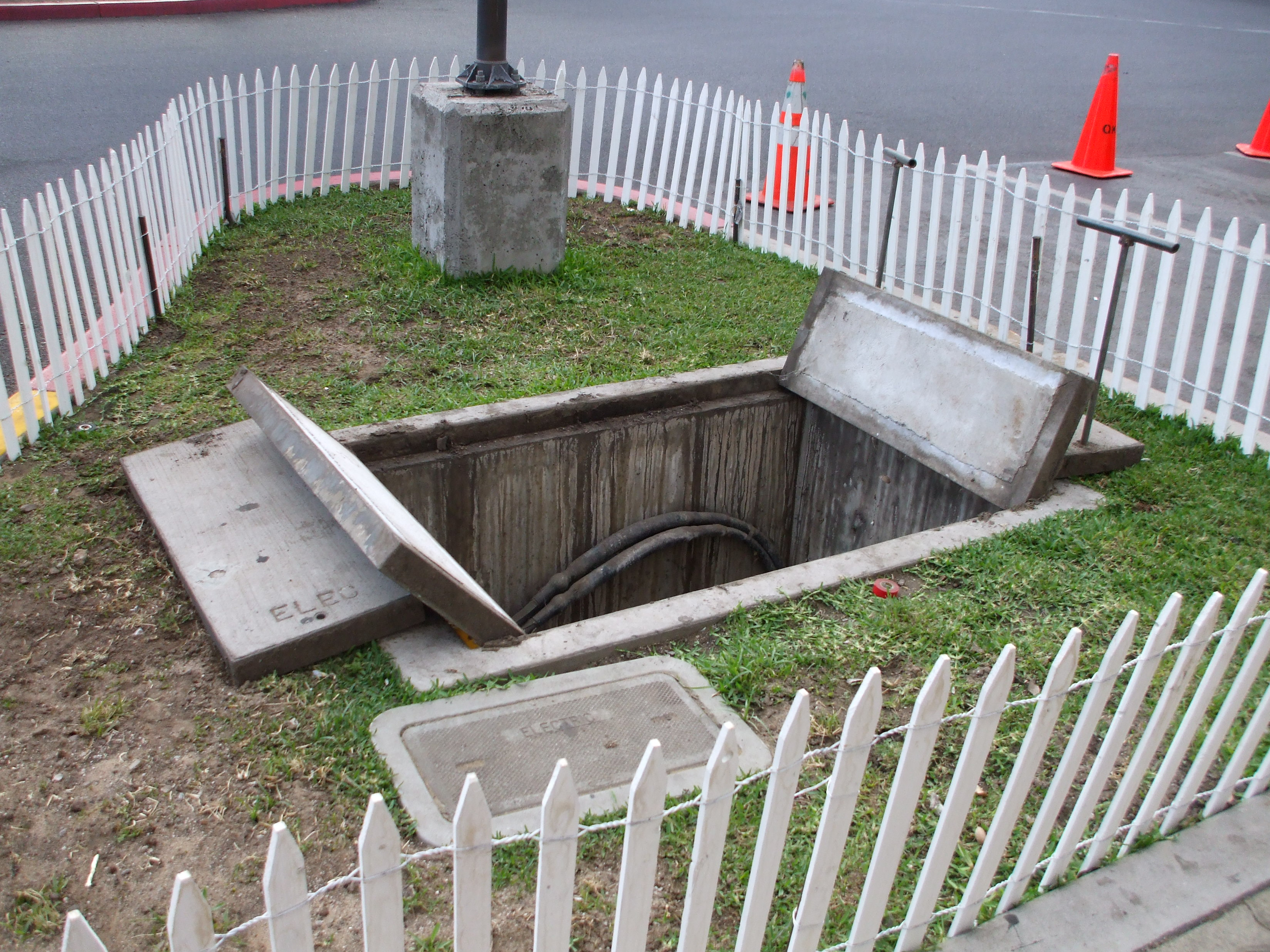
Комунальне сховище. Вхід.

Комунальне сховище — це підземне приміщення, яке забезпечує доступ до підземного комунального обладнання, такого як вентилі для водопроводу чи труб природного газу, або розподільні пристрої для електричного чи телекомунікаційного обладнання. Сховище часто доступне безпосередньо з вулиці, тротуару чи іншого зовнішнього простору, що відрізняється від підвалу будівлі.